# Acer cavaleriei
Acer cavaleriei é uma espécie de árvore do gênero Acer, pertencente à família Aceraceae.